# Складов запис
Складовият запис е ценна книга на заповед, която се издава от влогоприемателя по договор за влог на стоки в публичен склад по искане на влогодателя. Състои се от две части — стоков запис, наричан още цедула, и заложен запис — варант. Складовият запис има задължително съдържание и на практика преповтаря съдържанието на договора за влог на стоки в публичен склад.